# الدروود، تورنتو
الدروود، تورنتو (به انگلیسی: Alderwood, Toronto) یک منطقهٔ مسکونی در کانادا است که در انتاریو واقع شده‌است.